# ایتان بکفورد
ایتان بکفورد (انگلیسی: Ethan Beckford؛ زادهٔ ۲۱ ژوئن ۱۹۹۹) بازیکن فوتبال اهل کانادا است.